# Estupa

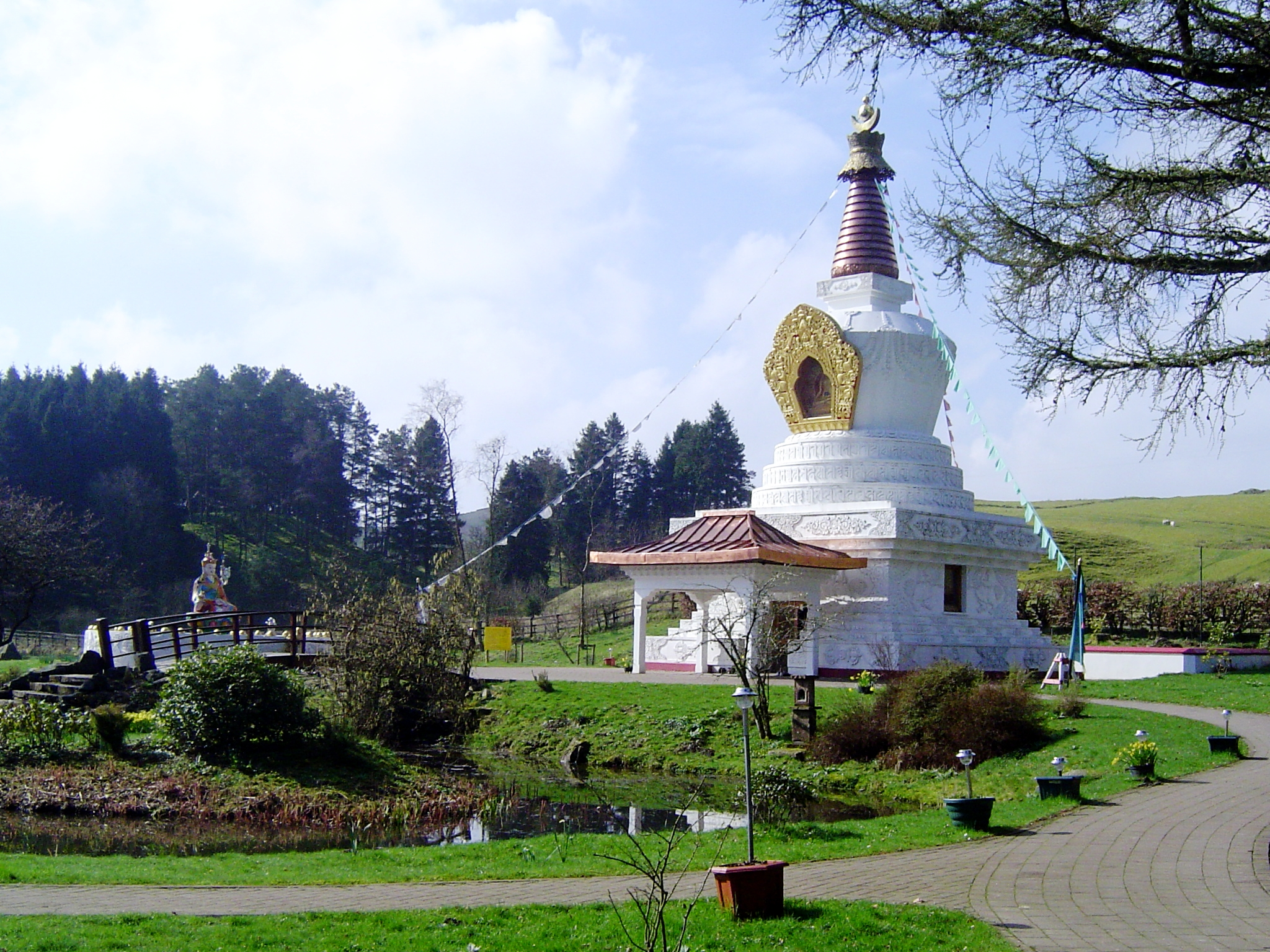
Estupa en Escocia, Reino Unido.

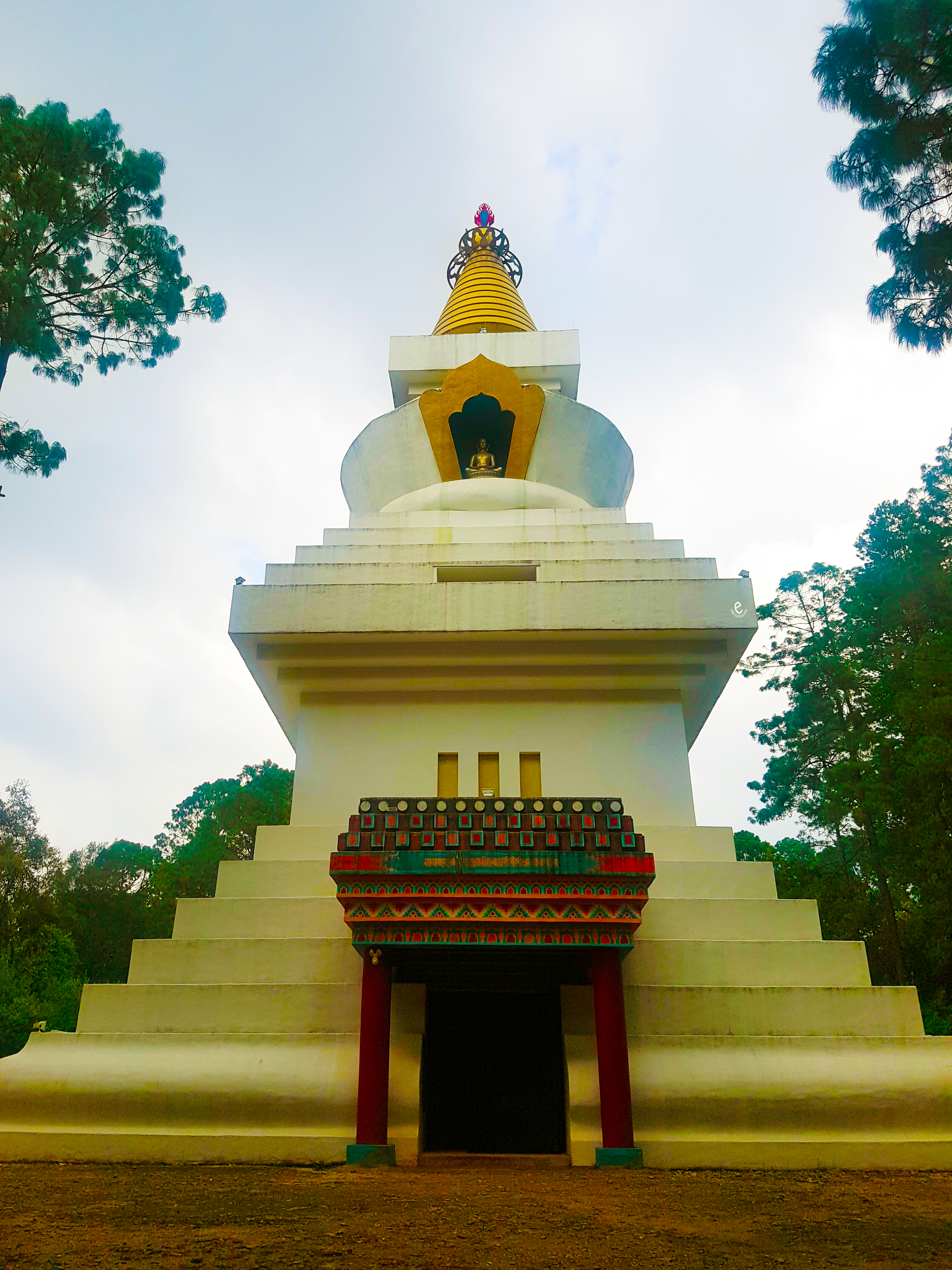
Exterior de la Estupa Bön para la paz mundial.

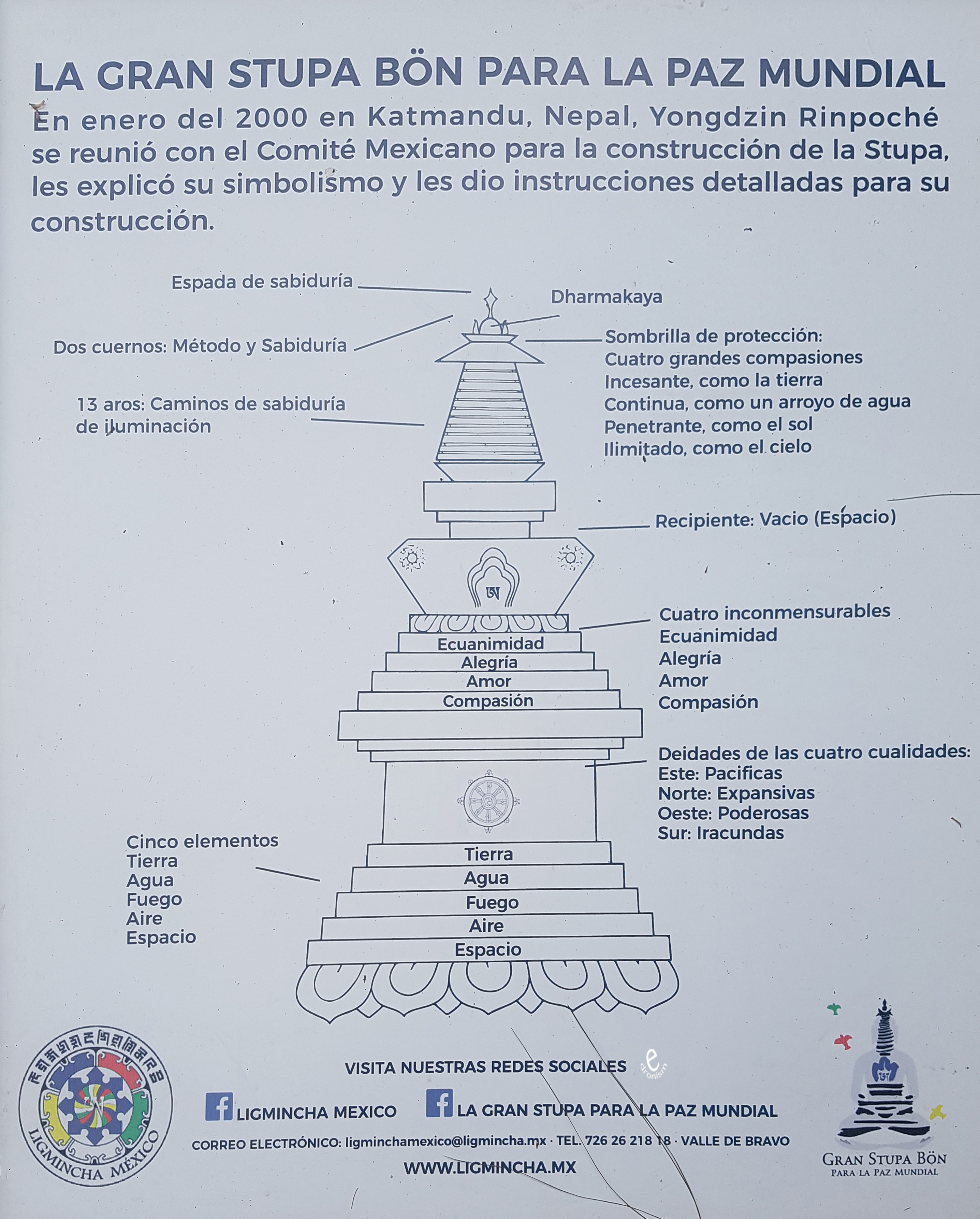
Estructura de la Estupa Bön para la paz mundial.

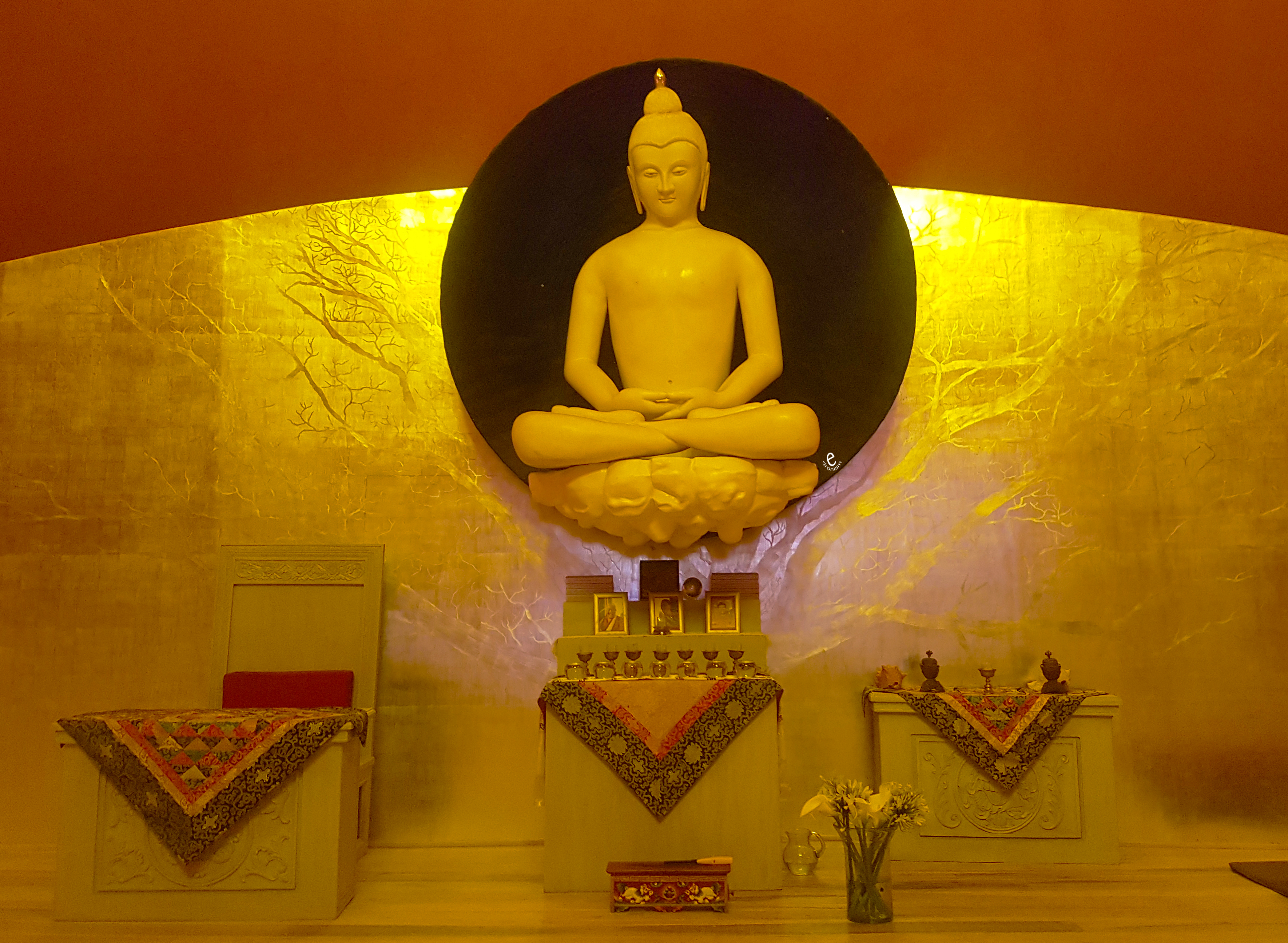
Estupa Bön para la paz mundial. Valle de Bravo, México.

La estupa (en sánscrito: m. स्तूप, stūpa) es un monumento funerario de peregrinación budista, que contiene reliquias encerradas en su interior macizo. Deriva probablemente de los antiguos túmulos funerarios.
En el marco del budismo tibetano se les conoce como: མཆོད་རྟེན་, chöten, y en lengua pali: थुप, thupa. Se trata de un tipo de construcción muy extendida por todos los países budistas de Asia, incluyendo el sudeste asiático. En algunos de ellos se les conoce como chedi. En Sri Lanka se la llama dagoba, de donde probablemente provenga la palabra pagoda, más extendida por el norte de Asia.

## Origen

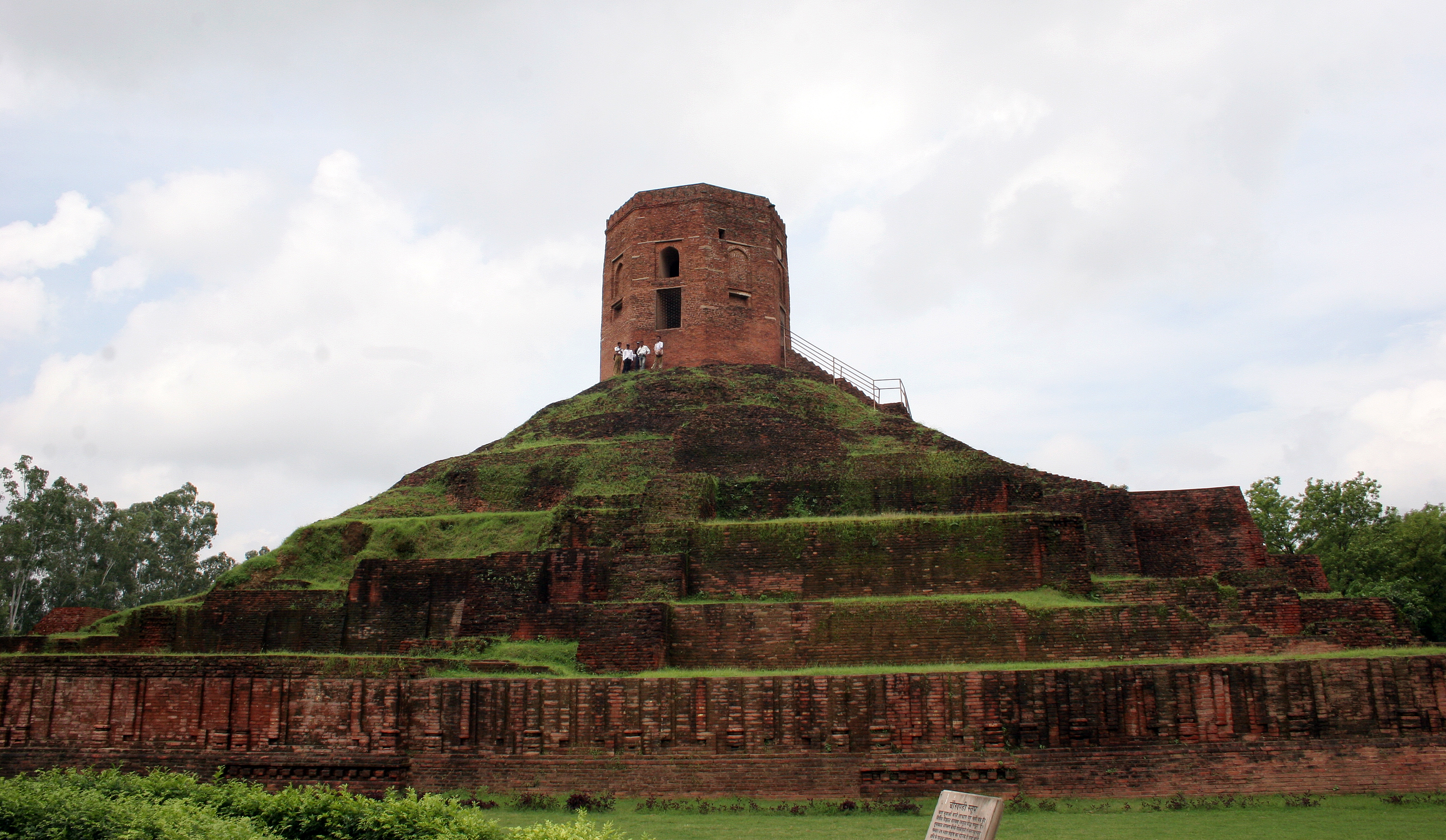
Estupa de Chaukhandi, en la ciudad india de Sarnath.

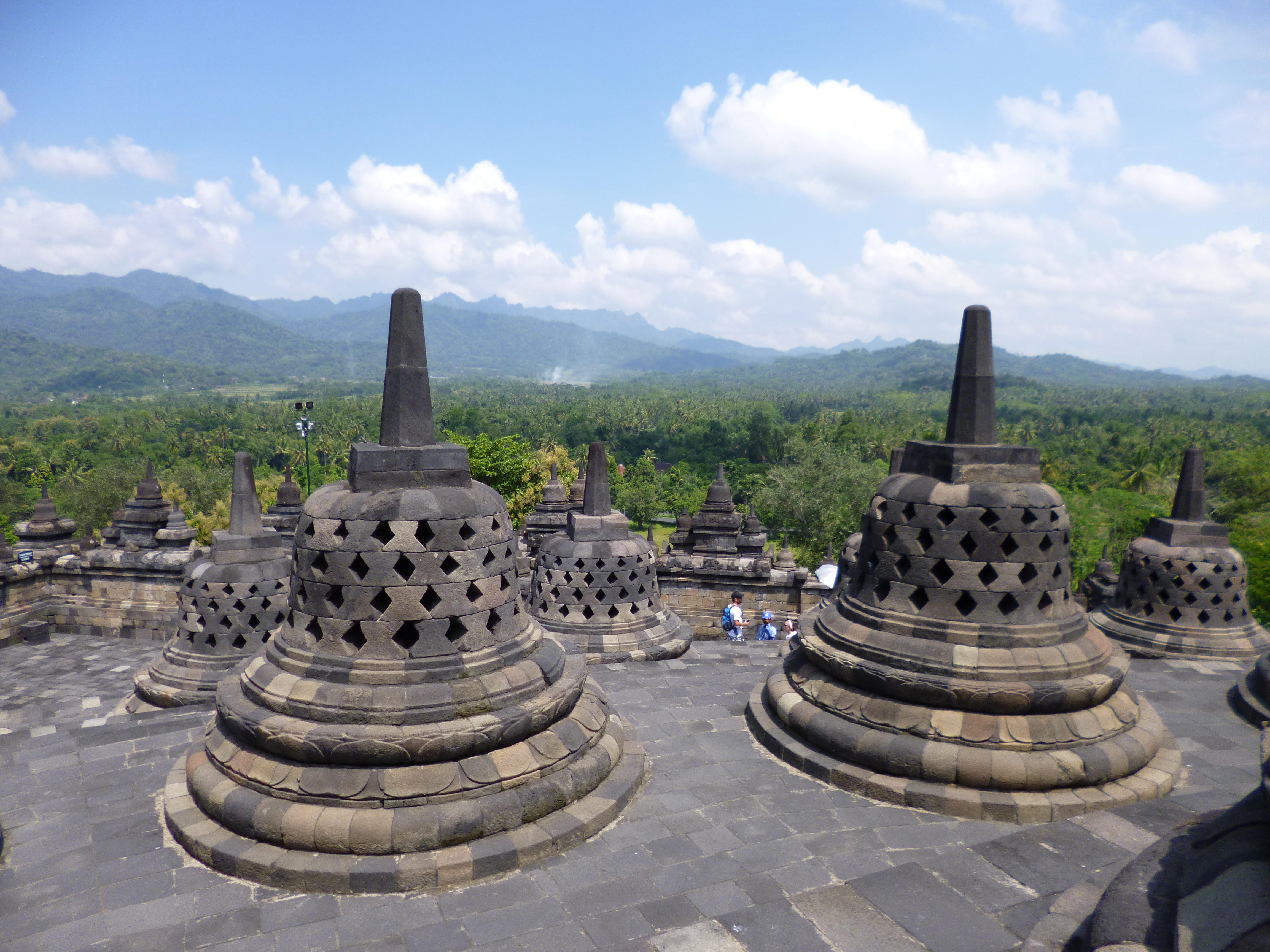
Estupa de Borobudur, Indonesia.

El precursor de la estupa es el túmulo: una pila de rocas que, desde el Neolítico, se erigía sobre la tumba de un miembro importante de la comunidad. Con el paso del tiempo, las diferentes culturas sofisticaron su diseño, y en la India védica de hace 2.600 años recibieron el nombre sánscrito de stūpa (“cúmulo”).
Las estupas señalaban el lugar de entierro de un rey o un santo hinduista, para que así los fieles pudieran rendirles culto. El Buda (Buddha), que se había criado en aquella tradición, no tardó en integrarlas en su repertorio espiritual, pero rechazó los sacrificios de animales que hasta entonces habían acompañado el proceso de construcción.
La estupa es un monumento funerario de peregrinación. Es el monumento más importante en la historia de la India, porque es el más antiguo, en la tradición budista se dice que fue construido para contener las cenizas de Buda de acuerdo a sus propias instrucciones.

## La primera estupa budista
El mismo Buddha indicó los elementos básicos que debían configurar sus estupas. Ocurrió tras el fallecimiento de Shariputra, uno de sus discípulos principales, cuyos restos se habían cremado y que un devoto había guardado en su casa para rendirles culto.
Sin embargo, aquel hombre cerraba con llave su hogar cada vez que lo abandonaba, impidiendo el acceso al resto de fieles. Estos, contrariados, acudieron al Buddha para quejarse.
La solución que les propuso fue construir un relicario exterior y público para las reliquias de Shariputra. La estructura debía constar, de abajo a arriba, de:
- cuatro escalones
- una base circular
- una bóveda
- una estructura cuadrada donde guardar las reliquias
- un pilar central de madera (o “árbol de la vida”)
- entre uno y trece discos atravesados por el pilar
- un parasol.

Con estas instrucciones, el Buddha estableció los fundamentos arquitectónicos de las estupas budistas, incluida la suya.
En Sanchi se encuentran tres estupas, divididas en la Gran Estupa (número 1) y las estupas número 2 y 3, debido a que las cenizas de Buda fueron divididas entre ocho congregaciones de monjes diferentes en diferentes lugares, y en este lugar es que se encuentran las tres estupas más antiguas. Existen varias interpretaciones en las distintas escuelas budistas sobre la simbología de una estupa Por ejemplo que representa la "mente despierta" y el camino necesario para llegar a este estado espiritual, o que representa el cuerpo de Buda, su palabra y su mente, que enseñan el sendero del despertar.
Sobre una gran plataforma (medhi), a modo de altar sacrificial, que representa la tierra, se eleva el cuerpo central semiesférico, macizo, que representa la bóveda celeste (anda, ‘huevo’). Encima, se encuentra una empalizada cuadrangular (harmika) que hace referencia y simboliza la residencia de la divinidad protegiendo la parte superior del eje del universo (iashti), que hipotéticamente atraviesa la bóveda.
Sobre el eje se sitúan varios discos decrecientes (chatravali), que dan forma de una sombrilla sagrada haciendo hincapié en la dignidad que representa la reliquia en cuestión (cuantos más chatravali haya, más sagrado se considera). El peregrino debía acercarse desde el este, y rodearla de izquierda a derecha, de forma que siempre el monumento tenía que quedar a la parte derecha. Imitando así, el sentido en que las estrellas circundan el firmamento del cielo.

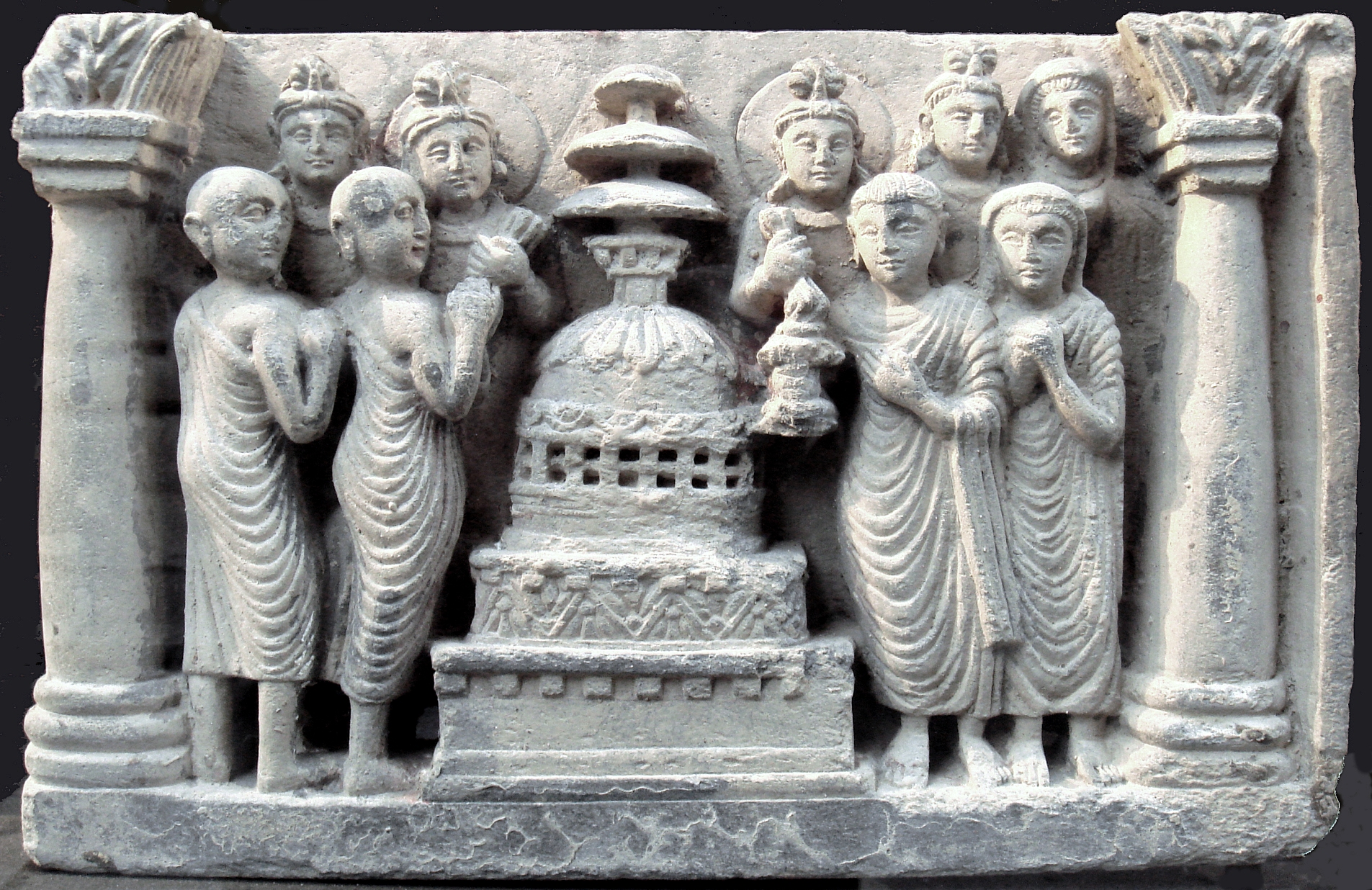
Fieles y sacerdotes cincunvalando una estupa. Arte indo-griego de Gandara

En los lugares más significativos del imperio de Ashoka fueron erigidas más de 80 000 estupas, que más tarde fueron recubiertas y adornadas en posteriores etapas, sobre todo durante las dinastías shunga y andhara. Por el éxito que tuvieron estos monumentos, llegaron a congregar a grandes masas de creyentes, de manera que fue necesaria la delimitación del lugar sacro para la circunvalación del monumento (pradaksina). Para ayudar a adoctrinar un pueblo analfabeto, incapaz de interpretar los textos sagrados, se construyeron el deambulatorio (védika) y las cuatro puertas cardinales (toranas). Para la correcta comprensión se utilizaba un lenguaje costumbrista y desenfadado.
A partir del siglo II d. C. con el budismo Mahayana la estupa empieza su expansión, aunque manteniendo sus elementos principales.
El prestigio fue creciendo y las estupas, con el tiempo, se convirtieron en importantes lugares de peregrinaje. Fueron recubiertas con piedras, que con frecuencia eran talladas y que ilustraban la vida de Buda. En el Tíbet, la estupa evolucionó y se transformó en el chorten formado por una cúpula que descansa sobre una base de cinco peldaños. Cada uno de ellos simboliza los cinco elementos del mundo. En la cima de la espiral se encuentra un sol apoyado en una luna creciente que simbolizan la sabiduría y la compasión. En China y en Japón, las estupas se transformaron en pagodas, representando el cosmos budista.

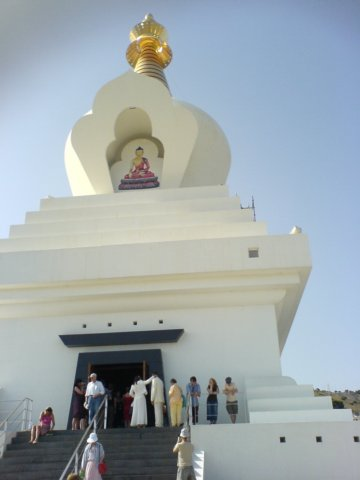
Estupa de la Iluminación de Benalmádena.

Originalmente, las estupas consistían en un montón de piedras apiladas en cuyo centro se colocaban las reliquias de Buda Gautama. Según la tradición, tras la cremación de Buda, sus reliquias se repartieron en ocho partes que se entregaron a los ocho reyes que le habían rendido homenaje:
- el rey de Magadha (Ayata-Shatru),
- el rey de Licchavi,
- el rey de Kapilavastu,
- el rey de Allakappa,
- el rey de Ramagama,
- el rey de Pâpâ,
- el rey de Kusinâgar,
- el bráhmana de Vethadipa,

Estas reliquias fueron las que se depositaron en las primitivas estupas.
Según sus características, las estupas se pueden clasificar en cuatro categorías:
- Las dhātu-chaitia que contienen reliquias.
- Las paribhoga-chaitia que contienen objetos que pertenecieron a un Buda.
- Las dharma-chaitia que exponen la doctrina budista.
- Las uddeshika-chaitia que tienen una función de santuario.

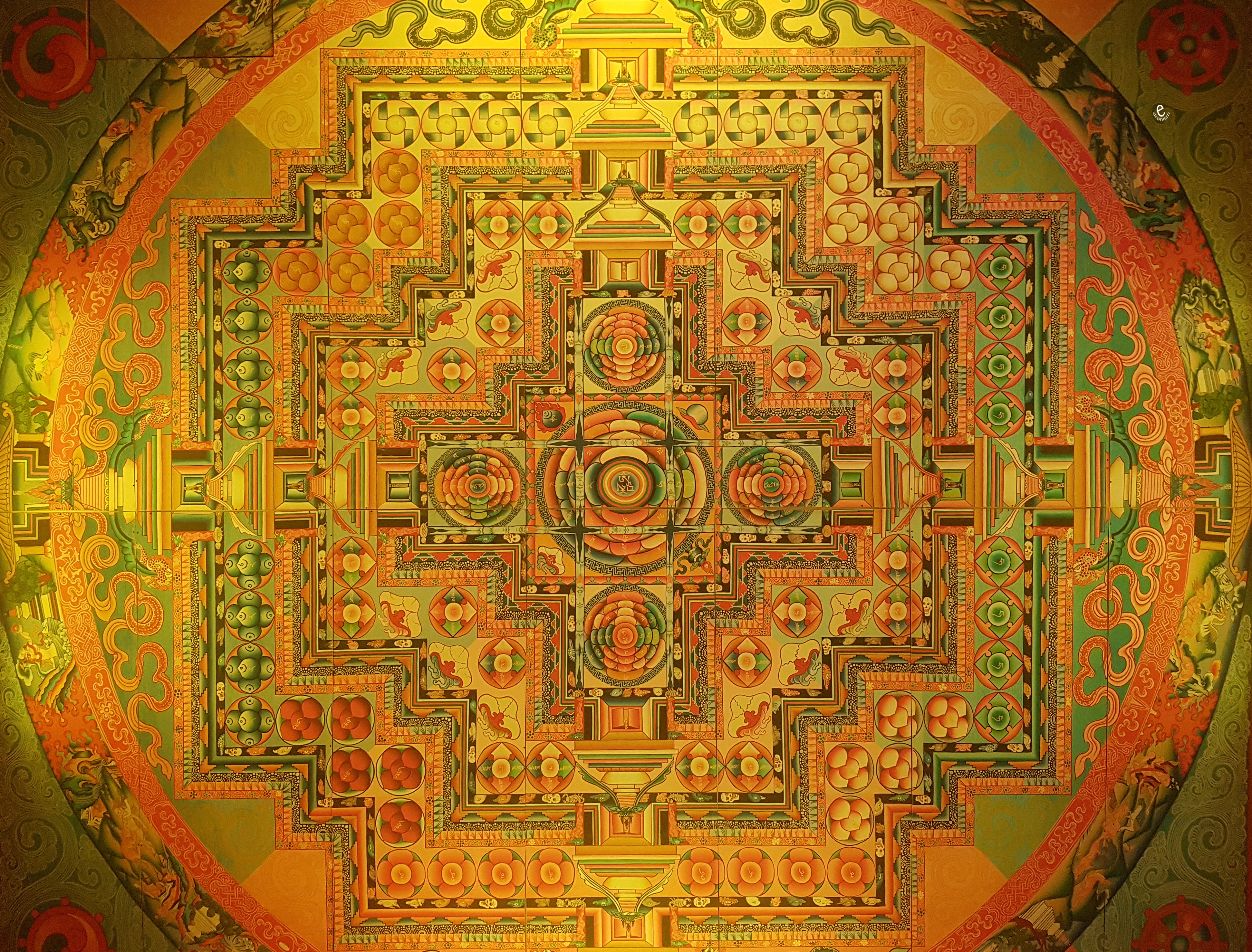
Decoración interior de la Estupa Bön para la paz mundial. Valle de Bravo, México.

Sin embargo, no todas las estupas contienen reliquias.
Del mismo modo, no todas las reliquias se conservan en estupas.
El emperador Ashoka de la India está considerado como el principal impulsor de la propagación de este tipo de construcción.
Según la tradición, ordenó la construcción de cerca de 84 000 estupas, aunque se cree que esta cifra es más simbólica que real.

## Estructura
Una estupa se compone esencialmente de cinco componentes:
- Una base cuadrada.
- Una bóveda hemisférica.
- Una punta cónica.
- Una luna creciente.
- Un disco circular.

Cada uno de estos componentes se identifica con uno de los cinco elementos cósmicos:
- tierra
- agua
- fuego
- aire
- éter (o espacio).

### Simbolismo
El monumento simboliza la doctrina budista en la que cada parte representa elementos cósmicos. La base cuadrada representa la tierra. La bóveda hemisférica describe la parte celestial. La terraza simboliza la residencia de los dioses. La luna creciente es la unión del cielo y de la tierra. Y por último, los chakrás o discos que coronan el mástil y, que a medida que ganan altura, pierden superficie y representan los cielos sucesivos.

### Características
Se trata de un centro de influencias bienhechoras, por lo cual, se tenía sumo cuidado a la hora de ubicar el monumento. En el edificio se recitan plegarias y se medita recorriéndolo alrededor dejando siempre el objeto a venerar a la derecha. La estupa está delimitada en un recinto cuadrangular, abierto mediante cuatro puertas orientadas a los cuatro puntos cardinales.

### Decoración
La decoración se concentra en las toranas, es muy directa, plástica y sensual[cita requerida] y que a menudo representa los jakatas, es decir, las historias de las anteriores vidas de Buda o de sus seguidores.

### Evolución y particularidades regionales

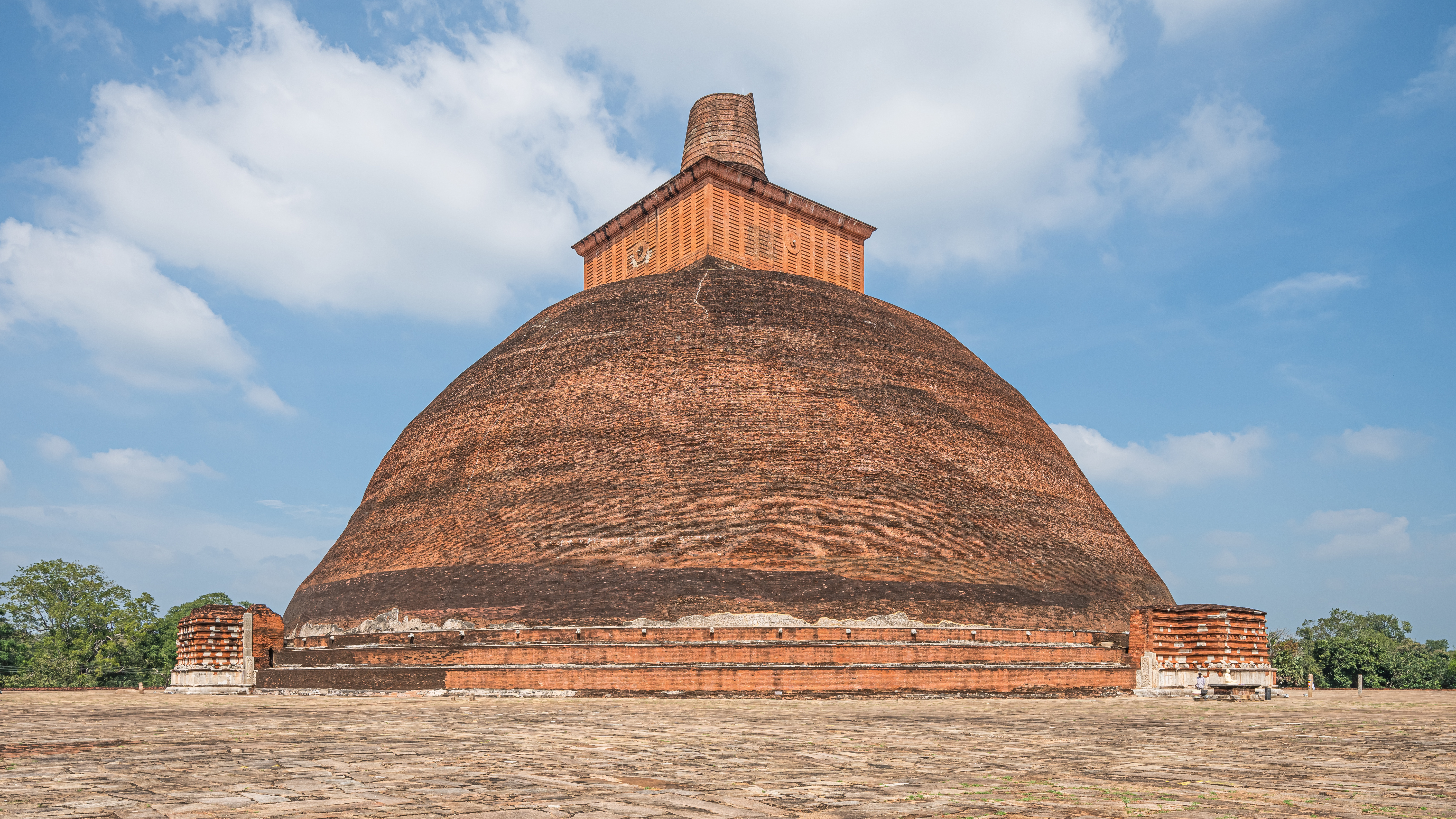
Estupa Jetavanaramaya en Sri Lanka.

En el Tíbet las bóvedas hemisféricas tienen forma de bulbo y por ejemplo en Sri Lanka son en forma de campana. En Indochina tiene forma de flecha y en Bután y Nepal se decoran con unos ojos pintados. En el Oriente de Asia han evolucionado ganando monumentalidad y altura. 
La forma de las estupas varía según la región en la que esté construida. En el Tíbet, por ejemplo, tienen forma de bulbo, mientras que en Birmania se asemejan más a una campana. 
En los últimos decenios ha aumentado la construcción de estupas fuera de Asia. En España la primera estupa se construyó en 1990 en el monasterio Osel Ling en la Alpujarra granadina, seguida en 1992 por la del monasterio de Dag Shang Kagyu, en Panillo (Huesca), donde en la actualidad hay tres grandes estupas. La más grande de España y una de las más grandes fuera de Asia es la estupa de la Iluminación de Benalmádena, de 33 metros de altura. Hay estupas de una altura superior a los 10 metros en Karma Guen (Vélez Málaga) o Sakya Tashi Ling (Barcelona), entre otros lugares.

### Tipos de estupas
Las estupas budistas son construidas por varias razones, y son clasificadas sobre la base de su forma y función en cinco tipos:
- Estupa de reliquias, en la que hay enterradas reliquias o restos de Buda, sus discípulos y santos laicos.
- Estupa de objetos, en la que los objetos enterrados pertenecían al Buda o a sus discípulos, tales como tazones de mendigar o ropas, o escrituras budistas importantes.
- Estupa conmemorativa, construida para conmemorar eventos en las vidas del Buda y sus discípulos.
- Estupa simbólica, que simboliza aspectos de la teología budista; por ejemplo, Borobudur es considerado el símbolo de los "Tres mundos (dhatu) y las fases espirituales (bhumi) en el carácter de una bodisattva en el budismo Mahayana.[6]
- Estupa de voto, construida para conmemorar visitas o recibir beneficios espirituales. Suelen ser erigidas en sitios donde hay estupas prominentes que son visitadas con regularidad.